# Ivan Slameň
Ivan Slameň (8. června 1932 – 5. srpna 2006) byl slovenský architekt a pedagog. Narodil se do rodiny slovenského herce Gejzy Slameně. Spolu s Jozefem Lackem a Ladislavem Kušnírem vytvořili vítězný návrh podoby bratislavského mostu SNP přes řeku Dunaj. Pro posluchače Slovenské technické univerzity v Bratislavě sepsal spolu s Jánem Antalem, Ladislavem Kušnírem a Blaženou Havránkovou učební publikaci nazvanou Abstrakcia a kreslenie architektonického priestoru.